# Другий Ватиканський собор

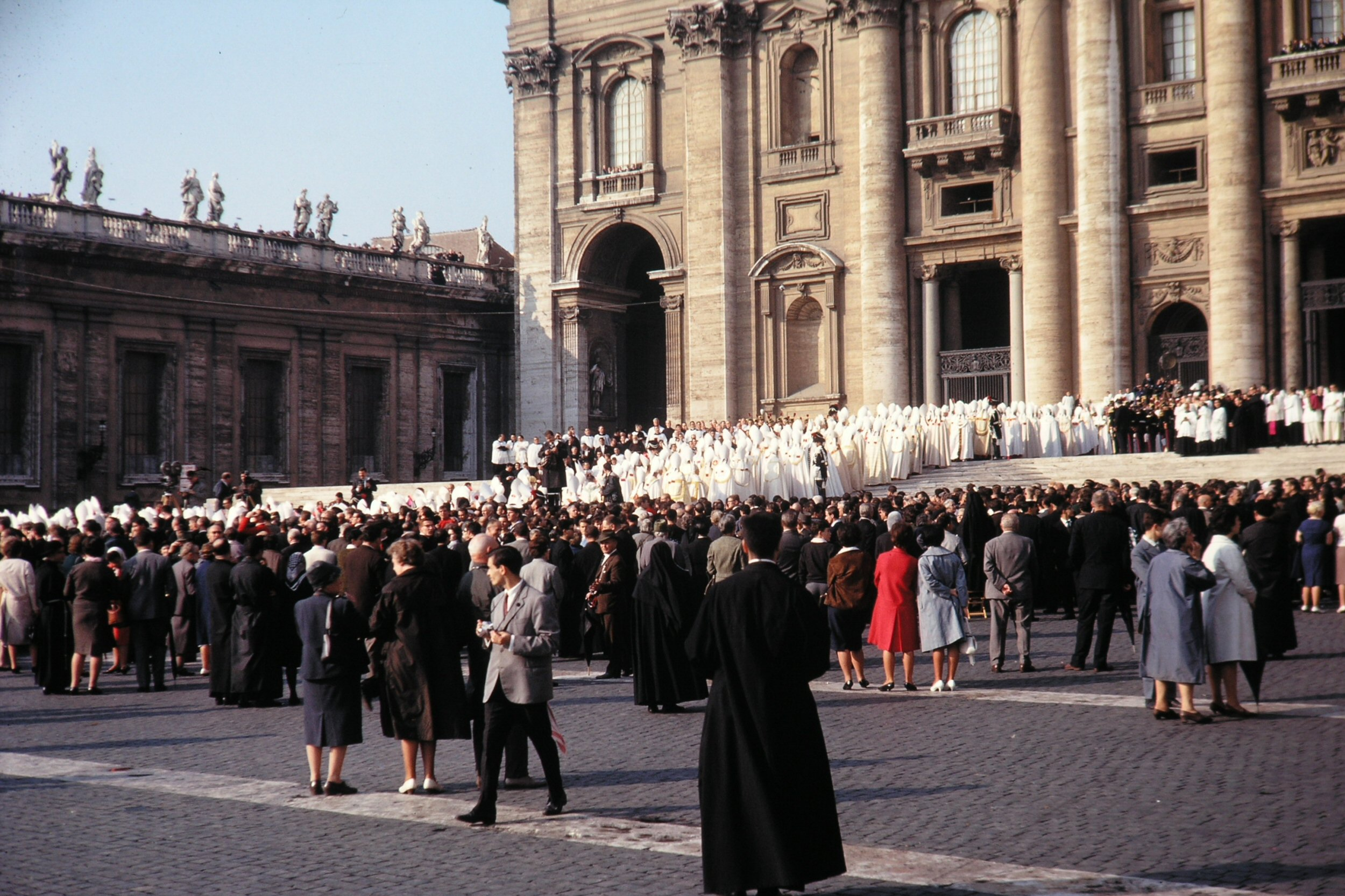
Відкриття Собору

II Ватика́нський собо́р (лат. Concilium Oecumenicum Vaticanum Secundum) — XXI Вселенський собор католицької церкви, відкритий з ініціативи папи Івана XXIII у 1962 році тривав до 1965 року (за цей час було обрано нового папу, собор закрився вже за папи Павла VI). На соборі було ухвалено низку важливих документів, що стосуються церковного життя — 4 конституції, 9 декретів і 3 декларації.
Для католиків найпомітнішими наслідками собору стали зміни в літургічній практиці церкви, зокрема, впровадження богослужіння національними мовами разом із латинською мовою та нова, відкритіша, позиція у стосунках із некатоликами. УГКЦ на соборі представляв патріарх Йосиф Сліпий.
Відкриваючи собор 11 жовтня 1962 року, Іван XXIII заявив, що метою собору є оновлення церкви та її розумна реорганізація, аби церква могла продемонструвати своє розуміння розвитку світу і приєдналася до цього процесу. Папа висловив побажання, щоб результатом цього собору стала відкрита світові церква. Завданням собору було не відкидати та засуджувати реалії сучасного світу, а провести реформи, які давно назріли.

## Підготовка до II Ватиканського собору
Про свій намір скликати собор Іван XXIII оголосив ще в 1959 р. і 17 травня того ж року призначив перше комісію з його підготовки. Папа закликав усіх єпископів католицької церкви, чернечі ордени та університети внести свої пропозиції щодо порядку денного собору і з проблем, що підлягають його обговоренню.
5 червня 1960 Іван XXIII за своєю ініціативою створив Центральну підготовчу комісію собору і підпорядкував їй 10 робочих комісій і 2 секретаріату, у завдання яких входила розробка проєкту рішень собору з урахуванням думок, висловлених у вступників пропозиціях. Під суворим контролем Римської курії ці комісії склали 73 проєкти рішень собору, які потім були схвалені Центральною комісією.
Іван XXIII квапив комісію, прагнучи прискорити підготовку собору. Причина такого поспіху полягала в тому, що до цього часу Іван XXIII вже знав про своє захворювання на рак, відчував сильне нездужання і готувався до швидкої кончини.
25 грудня 1961 Іван XXIII своєю апостольською конституцією Humanae salutis скликав собор, одночасно оголосивши про завершення епохи Першого Ватиканського собору. Принципове значення цього акту полягало в тому, що тим самим Папа перешкодив прагненню інтегристів розглядати цей собор як продовження Першого Ватиканського і на цій підставі проводити його в колишньому дусі. На собор Папа запросив також представників 28 християнських церков і деномінацій для участі в ньому як спостерігачів. Рішенням від 2 лютого 1962 р. (Concilium) Іван XXIII призначив відкриття собору на 11 жовтня 1962 року.
На урочисте відкриття II Ватиканського собору в собор святого Петра прибуло 2540 ієрархів римо-католицької церкви. У своїй промові з нагоди відкриття собору 11 жовтня 1962 Іван XXIII знову заявив, що завданням собору є відповідне оновлення церкви та її розумна реорганізація, щоб тим самим церква продемонструвала своє розуміння розвитку світу і підключилася б до цього процесу.
Звертаючись до рішень Тридентського та Першого Ватиканського соборів, Папа висловив побажання, щоб результатом цього собору стала відкрита світові церква. При цьому вихід з сепаратизму та ізоляції може здійснюватися не шляхом прокламування нових догматів і тим більше не шляхом засуджень, а за допомогою ясного і сучасного викладу відповідних релігійних істин. Папа неодноразово заявляв, що Церква має у своєму розпорядженні вже цілком достатньою кількістю догматів, визначень і суджень. Тому завданням собору є не відкидання і непогрішиме засудження реалій сучасного світу, а проведення конструктивних реформ. І дійсно, при тому, що II Ватиканський собор намітив ряд радикальних реформ і став справжньою епохальною подією в історії церкви ХХ ст., він не прийняв жодного нового догмата.

## Діяльність II Ватиканського собору

### Початок роботи собору
Перша сесія собору проходила з 11 жовтня по 8 грудня 1962 р. На засіданнях головували по черзі 10 призначених папою членів президії. Деякі засідання починалися з молитви, що читається поперемінно латинською і грецькою мовами. Однак конструктивну роботу першої сесії паралізувала боротьба між підтримуваною більшістю курії консервативною партією інтегристів і різко протистиставленими їй єпископами, які мають реформаторські погляди прогресивних теологів. Успіх партії реформ залежав від того, чи зуміє вона вирвати з рук курії і консервативної партії керівництво собором.
Перевага сил на користь прогресистів стався одразу ж, на першому засіданні 13 жовтня 1962 року Президія собору запропонувала, щоб до складу його 10 комісій, які займалися розробкою проєктів рішень та їх попередніми обговоренням, були дообрані і  мали в них явну більшість куріальний і консервативні представники. Однак виступ прогресистів на чолі з кардиналами Беа і Сюененсом увінчалися успіхом. Більшість собору прийняла пропозицію опозиції і тим самим прогресисти здобули на ньому першу велику перемогу. Президія відклала засідання собору. 16 жовтня на виборах список опозиції зібрав більшість голосів. Таким чином, в комісіях (1 / 3 членів яких була призначена Папою) було забезпечене відповідне представництво прогресистів.
Іван XXIII, будучи вже смертельно хворим, уважно стежив за засіданнями собору по телебаченню. 4 грудня він несподівано виступив з великою промовою, в якій позитивно оцінив хід засідань собору, підтримуючи тим самим прогресистів. В цей же час Папа возвів у сан кардинала архієпископа Мілана Джованні Баттіста Монтіні — майбутнього Папу Павла VI. Саме в ньому Іван XXIII бачив свого наступника. Разом з тим, Папа попереджав кардинала Монтіні, щоб той був вище соборних дискусій і зберігав свою неупередженість в інтересах єдності церкви.
На першу сесію собору було винесено для розгляду 5 проєктів (схем): про літургію, про джерела Божественного одкровення, про засоби масової інформації, про єдність зі східними церквами і проєкт реорганізації структури церкви, під назвою De Ecclesia.
При обговоренні перших двох проєктів виникла досить гостра дискусія між двома основними напрямками. У підсумку всі проєкти повернули в підготовчі комісії для доопрацювання. Таким чином, на першій сесії з жодного питання не вдалося прийти до вирішення. Після закриття сесії — з огляду на її сумний досвід — створена погоджувальна комісія скоротила кількість попередніх проєктів з 73 до 17.
Робота собору була перервана смертю Івана XXIII і виборами нового папи, яким став кардинал Монтіні, який взяв ім'я Павло VI. 27 червня 1963 Павло VI оголосив про те, що наступна, друга сесія собору буде відкрита ним 29 вересня. (Сесія тривала до 4 грудня). При відкритті сесії Павло VI чітко визначив завдання собору: 1) поглиблення самопізнання (саморозкриття) церкви; 2) оновлення внутрішнього життя церкви; 3) поступ задля єдності християн (екуменізм); 4) діалог зі світом (осмислення зовнішньої місії церкви). Поряд з цим він закріпив давнє побажання Івана XXIII про те, що собор не повинен приймати ніяких рішень, які претендували б на пастирську (наставницьку) непогрішність.
Друга сесія собору проходила під безпосереднім керівництвом Павла VI. На обговорення були винесені 3 проєкти (схеми): про церкву, про єпископів і про екуменізм. Розбіжності між прогресистами і консерваторами були виключно гострими, і до кінця жовтня собор зайшов у глухий кут. Проєкти рішень знову повернули комісії. Цілком відчутним результатом сесії було майже одностайне прийняття на останньому засіданні, 4 грудня 1963 р, перероблених регламентованих документів про Божественну літургію (Sacrosanctum concilium), а також декрету про засоби масової інформації (Inter mirifica), які були потім проголошені Павлом VI. Для здійснення зафіксованих в обох документах рішень папа створив на початку 1964 р. дві відповідні комісії.

### Конституція про Богослужіння. Літургійна реформа
Літургійна реформа 1969 року, яка запровадила новий чин меси (так звана Меса Novus Ordo), була одним з прямих наслідків II Ватиканського собору. Фактичним автором нової меси була людина на ім'я Аннібале Буньїні.
Зараз багато католиків (насамперед, молодого покоління, звичайно) і не знають жодної іншої меси, крім Novus Ordo. А між тим, різниця між месою Св. Пія V (інша назва тридентської меси, на ім'я її основного розробника, Папи Св. Пія V) і месою Novus Ordo — в деяких аспектах величезна.
Саме богослужіння було скорочено (сучасна меса триває близько 40 хвилин, іноді і менше: в соборі святого Петра у Ватикані меса триває всього 17 хвилин), а саме: зокрема, рідше згадуються святі, багато з яких були просто видалені з католицьких літургійних календарів (серед них і деякі святі Древньої церкви) з тієї причини, що їх життя не можуть розглядатися як достовірні (наприклад, св. великомученик Юрій (Георгій) Змієборець, св. великомучениці Варвара і Катерина та ін.), вечірню та утреню перед месою не служать. Строгі пости в сучасній католицькій церкві практично скасовані: католикам тепер пропонується строго постити лише два дні на рік — у Попільну середу та Страсну п'ятницю. Звільнення від постів надається дітям, хворим, вагітним та людям похилого віку.
Священник під час вчинення нового чину меси стоїть за висунутим престолом обличчям до народу за зразком протестантських зборів: священник і миряни утворюють ніби коло рівноправних співслужителів літургії. У колишньому, традиційному чині латинської меси священик стояв спиною до народу як посередник між Богом і віруючими. З багатьох католицьких храмів видалені старовинні статуї та ікони.
Як свідчать самі католики, «II Ватиканський собор поклав початок практичному іконоборству, розпорядженням у зовнішньо-благопристойній формі (без теоретичного іконоборства) зменшити кількість священних зображень в церквах (II Ватиканський собор, Конституція про Богослужіння» Sacrosanctum concilium, nn. 124–125).
Ще однією особливістю нової меси є те, що її тепер служать національними мовами, а не  латиною. Раніше католики, перебуваючи у будь-якій країні, могли відвідати будь-який католицький храм і взяти участь у звичній для них літургії. Це давало відчуття єдності католицького світу. Проте, внаслідок реформ, сам зміст літургійних текстів став зрозумілим простим католикам.

### Третя і четверта сесії собору
Третя сесія собору проходила між 14 вересня і 28 листопада 1964 року. Цю сесію можна розглядати як поворотний момент собору. Папа рішуче втрутився в хід обговорень, висловившись проти надто завзятих реформістів. Він дав їм зрозуміти, що передумовою подальшої дискусії повинно бути остаточне формулювання і прийняття догматичної конституції про церкву. У центрі дискусії стояло питання про колегіальну участь єпископів у церковному управлінні. (Кількість тих, що побачили в цьому загрозу для папського примату і проголосували проти, перевищила 300). У підсумку на останньому спільному засіданні сесії, що проходило 21 листопада, була прийнята догматична конституція про церкву Lumen gentium (Світло народів) — найзначніший документ собору. Ця конституція замість поняття «торжествуюча церква» вводила поняття «церква в служінні». Також запроваджувався інститут колегіальної участі єпископів в управлінні церквою шляхом активізації єпископського синоду.
Третя сесія відбувалася також під знаком екуменізму. 21 листопада Папа оприлюднив декрет про східні церкви (Orientalium Ecclesiarum) і декрет про екуменізм (Unitas redintegratio). Однак, незважаючи на демонстрацію доброї волі до зближення, східна і західна церкви в догматичному відношенні ані на крок не наблизилися одна до одної.
Четверта сесія собору була найпродуктивнішою. Під час її відкриття Папа оголосив про оновлення постійного єпископського синоду. На сесії обговорювалися 11 проєктів документів. Найбільшу дискусію викликали декларація про свободу віросповідання, а також духовно-пастирська конституція про роль церкви в сучасному світі (Gaudiam et spes).
28 жовтня 1965 року собор прийняв 3 декрети і 2 декларації: декрет про духовно-пастирське призначення єпископів (Christus Dominus), декрет про оновлення в сучасному дусі чернечого життя (Perfectae caritatis), декрет про виховання і духовну освіту священників (Optatum totius), декларацію про християнське виховання (Gravissimum educationis momentum) та декларацію про відносини церкви і нехристиянських релігій (Nostra aetate).

### Декларація про відносини церкви і нехристиянських релігій
Декларація Nostra aetate стала дуже важливим документом не тільки для нового тлумачення екуменізму, але і для розуміння відносин між католицькою церквою та юдаїзмом. Ще у вересні 1960 р. Папа Іван XXIII доручив кардиналу Беа, голові Секретаріату християнської єдності, представити проєкт документу про ставлення церкви до євреїв. Багаторазово перероблений текст розширився потім також і за рахунок нової католицької оцінки світових релігій. Декларація виходила з того, що релігійність — єдиний супутник людини і кожна релігія є проявом цього. Тому і нехристиянські релігії також містять цінні та гідні поваги, з боку християнина, елементи.
В індуїзмі католицька церква цінує глибокого впливу медитацію і самодисциплінувальну форму життя, в буддизмі — прагнення до досконалості за допомогою просвітлення і осяяння; в ісламі — наявність багатьох елементів, властивих християнству. Ставлення до юдаїзму в декларації викладається найдокладніше: в ній вказується, що церква сягає коріннями Старого Завіту, тому юдаїзм і християнство — пов'язані духовною близькістю. Християни вважають себе духовними спадкоємцями обраного народу — адже їх загальним духовним скарбом є Біблія.
Декларація розкриває вчення церкви про смерть Ісуса Христа, підкреслюючи, що відповідальність за цю смерть не обтяжує ні євреїв того часу, ні їх нащадків. Декларація висловлює засудження і жаль за переслідування євреїв і всі прояви антисемітизму. Пам'ятаючи про спільну з євреями спадщину, церква глибоко шкодує про всі ненависті, переслідування і численні прояви антисемітизму, які будь-коли і будь-ким чинилися проти євреїв. У цьому жалю церква керується не політичним розрахунком, а релігійною, євангельською любов'ю, оскільки вона засуджує будь-яке переслідування, проти будь-кого спрямоване.
Посилаючись на апостола Павла, декларація відкидає відмінності між людьми, оскільки вселенське братство християнства виключає будь-яку дискримінацію: таким чином, жодної моральної підстави не можуть мати такі теорія або політика, які творять різницю між людьми і расами щодо їх людської гідності, і що випливають з їх прав. Виходячи з цього, церква вважає чужими духові Христа і суворо засуджує будь-яку дискримінацію або образи людей за расовою ознакою, кольором шкіри, громадському статусу або релігійної приналежності.
Попри такі прогресивні декларації церква не допустила жінок до священничих свячень, чим продекларувала консерватизм у питанні рівності чоловіків і жінок. Ватикан до сьогодні залишається країною, де жінка не може займати керівних посад — главою держави і особами, що його обирають є виключно чоловіки.

### Завершальна стадія роботи собору. Конституція про відносини церкви з сучасним світом
18 листопада 1965 року собором були прийняті догматична конституція про Божественне одкровення (Dei verbum) і декрет про апостольство мирян (Apostolicam actuositatem).
7 грудня 1965 року відбулося останнє засідання собору. На ньому були прийняті ще 4 декрети: декрет про служіння й особисте життя священнослужителів (Presbyterorum ordinis), декрет про місіонерську діяльність церкви (Ad gentes), декларація про свободу віросповідання (Dignitatis hunanae) і другий найважливіший документ собору — духовно-пастирська конституція про відносини церкви з сучасним світом — Gaudiam et spes.
Ця конституція, яка визначає діяльність священнослужителів, стала найрозлогішим документом собору, що викликає безліч суперечок і не раз повністю переробляється . Він містить найбільшу кількість нових ідей, визначає місце, займане церквою в світі, її ставлення до суспільства і держави, а також завдання і покликання церкви в сучасному світі. На його підготовку і редагування значний вплив мала енцикліка Івана XXIII «Pacem in Terris». Керівником комісії з розробки конституції був найвпливовіший член партії реформ кардинал Сюаненс. У роботі над документом також брав участь і кардинал Кароль Войтила — майбутній папа Іван Павло II.
Остаточна редакція конституції витримана в дусі оновлення всіх сторін життя церкви — оновлення. Її вихідним пунктом є ідея про «автономії» земних справ, яка, у свою чергу, робить можливим для церкви діалог зі світом. Конституція розглядає структуру суспільства, питання сім'ї та шлюбу, аналізує відносини церкви та сучасної культури, питання економічного життя. Творчу працю вона вважає головним елементом самореалізації людини.

### Розкол як наслідок реформ II Ватиканського собору
Літургійне оновлення, що змінило до невпізнання католицьке богослужіння після 1969 року, викликало у римо-католицькій церкві розкол, пов'язаний із французьким архієпископом Марселем Лефевром. Традиціоналістськи налаштоване католицьке духовенство на чолі з архієпископом Лефевром не прийняло новаторських реформ II Ватиканського собору, які поривали з півторатисячолітньою традицією західного латинського богослужіння. Лефевр активно виступав за збереження традиційного вчення й богослужіння, за неприпустимість модернізму, літургійних реформ, зокрема, проти перекладу текстів служби Божої з латини. Лефевр вважав, що після допущення в літургійну практику різних канонів меси, вже її сама варіативність, анархічна можливість вибирати зі всієї безлічі цих текстів «те, що більше подобається», руйнує побожне ставлення до Богослужіння, як до встановлення Божого. Неможливо глибоко змінювати «закон молитви», не реформуючи разом з тим «закон віри».
У 1970 році архієпископ Лефевр заснував «священицьке братство святого Пія Х» (папа Пій X відомий у католицькому світі, зокрема, своєю енциклікою 1907 проти церковного модернізму та новаторства як філософії, як стилю релігійного життя, як богослов'я, як критичного напряму в дослідженні Біблії та церковної історії). Католицькі священники, що  входили до братства, здійснювали богослужіння за давнім латинським обрядом, відкидаючи нові редакції меси. У 1974 році, після II Ватиканського собору, Лефевр відкрито засудив неомодерністську й неопротестантську позицію Риму.
Ватикан не змусив себе чекати: того ж 1974 року братство святого Пія Х формально розпустили, а оскільки фактично братство продовжувало діяти, 1976 року папа Павло VI заборонив Лефевру здійснювати рукоположення, пізніше йому заборонили ведення служби Божої. 2 липня 1988 року архієпископа відлучили від католицької церкви. Характерно, що лефевристи, як послідовні традиціоналісти, крім богослужбового модернізму II Ватиканського собору, відкинули й екуменізм.

### Підсумки
У результаті рішення собору були оформлені в 16 найважливіших його документах: 4 конституціях («Про Божественну літургію», «Про Божественне одкровення», «Про церкву», «Про церкву в сучасному світі»), 9 декретах («Про засоби соціального спілкування», «Про екуменізм», «Про східні католицькі церкви», «Про пастирський борг єпископів», «Про пристосування та оновлення чернечого життя», «Про апостольство мирян», «Про семінарії», «Про місіонерську діяльность церкви», «Про служіння і життя священика») і 3 деклараціях («Про ставлення до нехристиянських релігій», «Про християнське виховання», «Про релігійну свободу»).
Найбільш важливими з них є чотири конституції. Догматична конституція про церкву обговорює природу церкви як «народу Божого», керованого єпископами, співробітниками папи — головного єпископа. Догматична конституція про божественне Одкровення розглядає джерела Одкровення — Писання і Передання. Питанням літургійної практики присвячена конституція про богослужіння. У пастирській конституції про церкву в сучасному світі йдеться про соціальні, культурні, політичні й економічні проблеми у контексті християнського вчення.
Решта 12 документів, декрети і декларації, обговорюють такі теми, як служіння і життя священиків, відновлення чернечого життя, підвищення активності мирян, християнське виховання, екуменізм, ставлення до нехристиянських релігій, моральні завдання засобів масової інформації та релігійна свобода в громадянському суспільстві.
8 грудня 1965 року в соборі святого Петра відбулося урочисте закриття II Ватиканського собору, а 3 січня 1966 року Павло VI сформував 6 постійних, 5 спеціальних та 1 координаційну комісію для тлумачення і втілення в життя його рішень.

## Заключні документи
На Другому Ватиканському соборі було прийнято 16 документів (4 конституції, 9 декретів і 3 декларації):
Конституції:
- «Sacrosanctum Concilium» — конституція про священну літургію
- «Lumen Gentium» — догматична конституція про церкву
- «Gaudium et Spes» — пастирська конституція про церкву в сучасному світі
- «Dei Verbum» — догматична конституція про божественне одкровення

Декрети:
- «Ad gentes» — декрет про місіонерську діяльність церкви
- «Orientalium Ecclesiarum» — декрет про східні католицькі церкви
- «Christus Dominus» — декрет про пастирське служіння єпископів у церкві
- «Presbyterorum Ordinis» — декрет про служіння і життя пресвітерів
- «Unitatis Redintegratio» — декрет про екуменізм
- «Perfectae Caritatis» — декрет про оновлення чернечого життя у сучасних умовах
- «Optatam totius» — декрет про підготовку до священства
- «Inter Mirifica» — декрет про засоби масової комунікації
- «Apostolicam Actuositatem» — декрет про апостольство мирян

Декларації:
- «Dignitatis Humanae» — декларація про релігійну свободу
- «Gravissimum Educationis» — декларація про християнське виховання
- «Nostra Aetate» — декларація про ставлення церкви до нехристиянських релігій